# Presque Isle Light
Das Presque Isle Light ist einer von drei Leuchttürmen in der Stadt Erie (Pennsylvania). Er wurde 1872 auf der in den Eriesee hineinragenden Presque Isle Peninsula errichtet.

## Geschichte
Der Bau des Leuchtturms begann 1872. Auf einem Fundament aus Kalkstein wurde auf quadratischem Grundriss ein aus Ziegeln gemauerter Turm errichtet. Ursprünglich war er 12 Meter hoch. Im Jahr 1896 wurde er auf seine heutige Höhe von 19 Metern aufgestockt. Die Inbetriebnahme erfolgte am 12. Juli 1873.  
Seine charakteristische Kennung von zwei roten Blitzen gefolgt von vier weißen wurde mit der Elektrifizierung des Turms in den 1920er Jahren in ein abwechselnd rotes und weißes Feuer geändert. 1962 wurde der Leuchtturm vollständig automatisiert und als Kennung eine Taktung mit dreisekündigen Lichtintervallen installiert.
Am 4. August 1983 wurde der Leuchtturm in das National Register of Historic Places aufgenommen.